# ISO 9362
ISO 9362, även kallat BIC-kod eller SWIFT-adress, är en internationell standard som specificerar koder för att identifiera en viss institution, t.ex. en bank, och används tillsammans med information om mottagare och bankkontonummer vid internationella penningtransaktioner. BIC står för Business Identifier Code och SWIFT är en förkortning för Society for Worldwide Interbank Financial Telecommunication vilket är en sammanslutning som tillhandahåller ett kommunikationssystem som används för att skicka meddelanden om överföringar mellan banker. Bankkontonummer som används måste ibland specificeras enligt en viss standard: International Bank Account Number (IBAN).

## Struktur
"BIC" eller "SWIFT" är vanligtvis en åtta-ställig kod, men den kan även vara elva tecken.
- 4 tecken - institution (kan vara både bokstäver och siffror, men har hittills endast varit bokstäver)
- 2 tecken - ISO 3166-1 alpha-2 landskod (endast bokstäver)
- 2 tecken - ort/tidszon (kan vara både bokstäver och siffror)
- 3 tecken - filial/bankkontor, ej obligatorisk (kan vara både bokstäver och siffror)

## Exempel
Nordea är en nordisk bank med huvudkontor i Helsingfors. BIC-koden för att skicka pengar till Nordea i Sverige är NDEASESS:
- NDEA identifierar Nordea
- SE är landskoden för Sverige
- SS är koden för Stockholm (Site Stockholm)

BIC-koden för Nordea i Helsingfors, Finland är exempelvis NDEAFIHH och i Köpenhamn, Danmark NDEADKKK.

## Europeiska unionen
Inom ramen för det Gemensamma eurobetalningsområdet (SEPA dvs. EU/Norge/Schweiz och några fler länder), har BIC slutat användas inom SEPA vid betalningar i euro, vilket infördes inrikes i euroländer från 1 februari 2014 och utrikes inom eurozonen från 1 februari 2016 och resten av SEPA från 1 oktober 2016 (datum enligt EU-direktiv, vilket kan implementeras senare än så). IBAN ger ändå tillräcklig information för att identifiera banken.
Konton och betalningar i andra valutor än euro påverkas inte av detta.

## Utanför Europa
Det är vanligt i länder utanför EU/EES att man måste ange fullständigt namn och adress på betalningsmottagaren, samt vad syftet med betalningen är. Länder kan ha andra speciella krav på information. Ofta används där inte IBAN utan nationellt kontonummer. Till USA och Kanada föredras nationell bankkod före BIC.

## Banker i Sverige
- Danske Bank med dess varumärken har DABASESX
- Handelsbanken har HANDSESS
- ICA Banken har IBCASES1
- Länsförsäkringar Bank har ELLFSESS
- Nordea har NDEASESS
- Plusgirot har NDEASESS eller NDEASESSPGI
- Riksbanken har RIKSSESS
- SEB har ESSESESS
- Skandiabanken har SKIASESS
- Swedbank  och sparbankerna har SWEDSESS

Huvudsakligen används Stockholm som ort (SS="Site Stockholm", eller SX eller S1), men behandling av internationella betalningar finns eller har funnits på andra orter exempelvis Malmö vars kod är SM ("Site Malmö").